# ان‌جی‌سی ۱۵۲
ان‌جی‌سی ۱۵۲ (انگلیسی: NGC 152) یک خوشه باز در صورت فلکی توکان است و در ۲۰ سپتامبر ۱۸۳۵ توسط جان هرشل کشف شد.